# 狭叶山兰
狭叶山兰（学名：Oreorchis micrantha）为兰科山兰属下的一个种。

## 扩展阅读
- 維基物種上的相關：狭叶山兰